# Evoluzione territoriale degli Stati Uniti d'America
L'evoluzione territoriale degli Stati Uniti d'America inizia con la Dichiarazione di Indipendenza il 4 luglio 1776 e si protrae fino ai giorni nostri. Questa voce riassume in maniera schematica gli eventi che hanno interessato i confini degli Stati Uniti d'America a partire dal 1776.
Legenda
     Stati degli Stati Uniti; aree non oggetto di contenziosi territoriali
     Territori degli Stati Uniti
     Regioni oggetto di contenziosi territoriali
     Regioni interessate da alterazioni nel proprio status amministrativo/geopolitico

## 1776-1784 (Rivoluzione Americana)
| Data               | Evento | Mappa                                                                                 |
| ------------------ | --- | ------------------------------------------------------------------------------------- |
| 4 luglio 1776      | Tredici colonie britanniche in Nord America dichiarano collettivamente l’indipendenza assumendo la denominazione di Stati Uniti d'America. Alcune di esse si erano comunque già autoproclamate indipendenti: - La Colonia del Connecticut, divenuta lo Stato del Connecticut - Le Contee di New Castle, Kent e Sussex sul Delaware, comunemente note come Contee Basse, che costituivano la Colonia del Delaware prima della propria dichiarazione di indipendenza avvenuta il 15 giugno 1776 - La Provincia della Georgia, divenuta lo Stato della Georgia - La Provincia del Maryland, divenuta lo Stato del Maryland - La Provincia della Massachusetts Bay, divenuta lo Stato della Baia del Massachusetts - Lo Stato del New Hampshire, che costituiva la Provincia del New Hampshire prima della propria dichiarazione d’indipendenza avvenuta il 15 giugno 1776 - La Provincia del New Jersey, divenuta lo Stato di New Jersey - La Provincia di New York, divenuta lo Stato di New York - La Provincia della Carolina del Nord, divenuta lo Stato della Carolina del Nord; alcune fonti sostengono che tale colonia avesse già proclamato l’indipendenza il 20 maggio 1775 - La Provincia di Pennsylvania, divenuta lo Stato della Pennsylvania - Lo Stato di Rhode Island e delle Piantagioni di Providence, comunemente noto come Rhode Island, che costituiva la Colonia di Rhode Island e delle Piantagioni di Providence prima di dichiarare la propria indipendenza il 4 maggio 1776 - La Provincia della Carolina del Sud, divenuta lo Stato della Carolina del Sud - La Colonia della Virginia, divenuta il Commonwealth della Virginia In questa fase non è specificamente definita una capitale; comunque il Congresso Continentale si riunisce a Filadelfia. Vari Stati hanno confini vagamente definiti e determinati; queste situazioni non sono indicate come contenziosi nelle mappe in assenza di dispute conclamate. Nello specifico i confini della Carolina del Nord risultano essere particolarmente mal definiti. Vari Stati nordorientali avanzano rivendicazioni territoriali in sovrapposizione tra loro: nello specifico il Connecticut, lo Stato della Massachusetts Bay, lo Stato di New York e la Virginia reclamano vaste regioni a ovest. Si ritiene che le rivendicazioni della Virginia abbiano le basi più solide; tale Stato esercita effettivamente un limitato controllo sulle terre del nordovest avendovi inoltre istituito contee. Tra i rimanenti Stati solo il Connecticut sembra sostenere seriamente le proprie rivendicazioni. La Gran Bretagna continua a rivendicare l’intero territorio degli Stati Uniti. Nell’ambito di tale contenzioso sono incluse Machias Seal Island e North Rock, due piccole isole la cui pertinenza è tuttora oggetto di disputa tra Stati Uniti e Canada. | Contenziosi territoriali:                                                             |
| 20 settembre 1776  | Le Contee di New Castle, Kent e Sussex sul Delaware proclamano una Costituzione, assumendo la denominazione di Stato del Delaware. | Map of the change to the United States in central North America on September 20, 1776 |
| 28 settembre 1776  | Lo Stato della Pennsylvania proclama una Costituzione, assumendo la denominazione di Commonwealth della Pennsylvania. | Non disponibile                                                                       |
| 20 dicembre 1776   | In seguito all’avanzata delle forze britanniche in direzione di Filadelfia, il Congresso Continentale si trasferisce a Baltimora. | Map of the change to the United States in central North America on December 20, 1776  |
| 15 gennaio 1777    | La regione nordorientale dello Stato di New York, nota come New Hampshire Grants, dichiara l’indipendenza assumendo la denominazione di Repubblica del New Connecticut. | Contenziosi territoriali:                                                             |
| 4 marzo 1777       | Il Congresso Continentale torna a riunirsi a Filadelfia. | Map of the change to the United States in central North America on March 4, 1777      |
| 4 giugno 1777      | La Repubblica del New Connecticut è rinominata Repubblica del Vermont. | Contenziosi territoriali:                                                             |
| 27 settembre 1777  | In seguito alla sconfitta americana nella Battaglia di Brandywine il Congresso Continentale lascia Filadelfia e si riunisce per un breve periodo a Lancaster (Pennsylvania) | Map of the change to the United States in central North America on September 27, 1777 |
| 30 settembre 1777  | Il Congresso Continentale si trasferisce a York (Pennsylvania). | Map of the change to the United States in central North America on September 30, 1777 |
| 11 giugno 1778     | La Repubblica del Vermont rivendica la cosiddetta "East Union", comprendente alcuni centri abitati del New Hampshire che il 12 marzo 1778 avevano richiesto di essere annessi al Vermont temendo che il governo del proprio Stato si concentrasse eccessivamente sugli interessi della regione costiera. La Repubblica del Vermont non riesce comunque ad ottenere l’effettivo controllo di tale regione. | Contenziosi territoriali:                                                             |
| 21 ottobre 1778    | In seguito a pressioni da parte del Congresso Continentale, la Repubblica del Vermont abbandona le proprie rivendicazioni sulla East Union. Nello specifico il 12 febbraio 1779 è stabilito che l’annessione di tale regione sia da considerarsi nulla ab initio. | Contenziosi territoriali:                                                             |
| 2 luglio 1779      | Il Congresso Continentale ritorna a Filadelfia. | Map of the change to the United States in central North America on July 2, 1779       |
| 31 agosto 1779     | La Virginia abbandona le proprie rivendicazioni sulla regione sudoccidentale della Pennsylvania. | Map of the change to the United States in central North America on August 31, 1779    |
| Marzo 1780         | La Carolina del Nord e la Virginia perfezionano la determinazione del proprio confine. I rilievi della Virginia raggiungono il fiume Tennessee, mentre quelli della Carolina del Nord non si spingono oltre il Cumberland Gap. Dal momento che i due rilievi distano tra loro circa due miglia, si viene così a definire una sottile area rivendicata da entrambi gli Stati. Nonostante si intesse seguire la latitudine 36°30′ nord per definire la linea di confine, a causa di errori la stessa risulta deviare verso nord, fino ad allontanarsi di circa diciassette miglia dal parallelo di riferimento in corrispondenza della sua intersezione con il fiume Tennessee. | Map of the change to the United States in central North America in March 1780         |
| 25 ottobre 1780    | Lo Stato della Massachusetts Bay proclama una Costituzione, assumendo la denominazione di Commonwealth del Massachusetts. | Map of the change to the United States in central North America on October 25, 1780   |
| 1º marzo 1781      | Entrano in vigore gli Articoli della Confederazione. | Non disponibile                                                                       |
| 4 aprile 1781      | La Repubblica del Vermont rivendica nuovamente l’East Union, comprendente alcune località del New Hampshire interessate ad entrare a far parte del Vermont. In questa occasione risultano essere coinvolti più centri abitati rispetto a quanto avvenuto durante il primo tentativo nel 1778, ma anche in questo caso gli esatti confini della regione annessa sono ignoti. Ancora una volta la Repubblica del Vermont non ottiene il pieno controllo su tale area. | Contenziosi territoriali:                                                             |
| Giugno/luglio 1781 | La Repubblica del Vermont rivendica la cosiddetta "West Union", comprendente alcuni centri abitati dello Stato di New York, principalmente al fine di controbilanciare i propri tentativi di espansione verso est. La Repubblica del Vermont non riesce tuttavia a conseguire l’effettivo controllo su tale regione. La data specifica di tale evento è ignota; le fonti suggeriscono il 16 giugno, il 26 luglio o il 18 luglio. | Contenziosi territoriali:                                                             |
| 22 febbraio 1782   | La Repubblica del Vermont abbandona le proprie rivendicazioni sulla East Union e sulla West Union. | Contenziosi territoriali:                                                             |
| 29 ottobre 1782    | Il governo federale accetta la cessione da parte dello Stato di New York delle sue rivendicazioni sui territori occidentali, effettuata il 17 febbraio 1780; il nuovo confine occidentale dello Stato di New York è definito nei termini di una linea tracciata verso sud a partire dall’estremità occidentale del Lago Ontario In ogni caso, lo Stato di New York non ha mai esercitato alcun effettivo controllo su tali aree. La cessione include inoltre un piccolo territorio a nord della Pennsylvania noto come Triangolo di Erie. | Map of the change to the United States in central North America on October 29, 1782   |
| 30 dicembre 1782   | Il Congresso della Confederazione riconosce i diritti della Pennsylvania sulle sue terre settentrionali rivendicate dal Connecticut, cercando in tal modo di porre termine alla guerra Pennamite-Yankee. Sebbene il summenzionato conflitto sia proseguito ulteriormente, tale decisione determina comunque la fine alle rivendicazioni formali da parte del Connecticut. | Map of the change to the United States in central North America on December 30, 1782  |
| 30 giugno 1783     | L'ammutinamento della Pennsylvania del 1783 e la conseguente reazione del governo della Pennsylvania spingono il Congresso della Confederazione ad abbandonare Filadelfia trasferendosi a Princeton. | Map of the change to the United States in central North America on June 30, 1783      |
| 26 novembre 1783   | Il Congresso della Confederazione si riunisce ad Annapolis. | Map of the change to the United States in central North America on November 26, 1783  |
| 1º marzo 1784      | La Virginia cede la Contea dell'Illinois al governo federale. | Map of the change to the United States in central North America on March 1, 1784      |
| 12 maggio 1784     | Il Regno di Gran Bretagna riconosce per mezzo del Trattato di Parigi l’indipendenza degli Stati Uniti. Il trattato pone formalmente fine alla Guerra d'indipendenza americana, sebbene le azioni militari fossero in gran parte terminate in seguito alla vittoria franco-americana nella battaglia di Yorktown il 19 ottobre 1781. A causa di ambiguità e della scarsa conoscenza della geografia i confini definiti da tale trattato risultano poco chiari in vari tratti. Di conseguenza permangono dispute territoriali tra Stati Uniti e Gran Bretagna. Contestualmente la Gran Bretagna cede inoltre le colonie della Florida alla Spagna. Differenti interpretazioni relative alla definizione del confine settentrionale della Florida Occidentale pongono le basi per un contenzioso territoriale tra Stati Uniti e Spagna. | Contenziosi territoriali:                                                             |

## 1784-1803 (Organizzazione del territorio)
| Data              | Evento | Mappa |
| ----------------- | --- | --- |
| 23 agosto 1784    | Una regione nella parte centrale della Carolina del Nord, insoddisfatta nei confronti del governo statale, dichiara l’indipendenza assumendo la denominazione di Stato di Frankland. Lo Stato di Frankland riesce ad ottenere un parziale controllo sulla regione e a richiedere il riconoscimento da parte del governo federale (ottenendo tra l’altro il supporto da parte di sette Stati), con l’obiettivo di divenire il quattordicesimo Stato della Confederazione.                         | Non ufficialmente:                                                                                                  |
| 1 novembre 1784   | Il Congresso della Confederazione si trasferisce per un breve periodo a Trenton. | Map of the change to the United States in central North America on November 1, 1784                                 |
| 11 gennaio 1785   | Il Congresso della Confederazione si trasferisce a New York. | Map of the change to the United States in central North America on January 11, 1785                                 |
| 19 aprile 1785    | Il governo federale accetta la cessione da parte del Massachusetts delle sue rivendicazioni (di fatto solo teoriche) sui territori nordoccidentali | Variazione solo teorica:                                                                                            |
| Giugno 1785       | Lo Stato di Frankland è rinominato Stato di Franklin, al fine di incoraggiare (senza successo) Benjamin Franklin a sostenerne la causa. | Non ufficialmente:                                                                                                  |
| 13 settembre 1786 | Il Connecticut cede le sue rivendicazioni sui territori occidentali al governo federale, conservando comunque la Western Reserve. | Variazione solo teorica:                                                                                            |
| 16 dicembre 1786  | Il Massachusetts rinuncia tramite il Trattato di Hartford alle sue rivendicazioni sulla parte occidentale dello Stato di New York. Tale regione è stata successivamente indicata con il nome di Phelps and Gorham Purchase. | Variazione solo teorica:                                                                                            |
| 13 luglio 1787    | Il Territorio a Nordovest del fiume Ohio (meglio noto come Territorio del Nordovest) è organizzato per mezzo dell’Ordinanza del Nordovest. | Map of the change to the United States in central North America on July 13, 1787                                    |
| 9 agosto 1787     | La Carolina del Sud rinuncia alle sue rivendicazioni sui territori occidentali in favore del governo federale. Dal punto di vista pratico, essendo questa regione definita come una striscia di terra delimitata a nord dal confine meridionale della Carolina del Nord e a sud dalla sorgente del fiume Tugaloo (che in realtà ha origine proprio entro i confini della Carolina del Nord) risulta impossibile identificare tale area.                                                          | Variazione solo teorica:                                                                                            |
| 7 dicembre 1787   | Il Delaware ratifica la Costituzione degli Stati Uniti. | Non disponibile |
| 12 dicembre 1787  | La Pennsylvania ratifica la Costituzione degli Stati Uniti. | Non disponibile |
| 18 dicembre 1787  | Il New Jersey ratifica la Costituzione degli Stati Uniti. | Non disponibile |
| 2 gennaio 1788    | La Georgia ratifica la Costituzione degli Stati Uniti. | Non disponibile |
| 6 gennaio 1788    | Il Connecticut ratifica la Costituzione degli Stati Uniti. | Non disponibile |
| 6 febbraio 1788   | Il Massachusetts ratifica la Costituzione degli Stati Uniti. | Willow |
| 28 aprile 1788    | Il Maryland ratifica la Costituzione degli Stati Uniti. | Die |
| 23 maggio 1788    | La Carolina del Sud ratifica la Costituzione degli Stati Uniti. | Non disponibile |
| 21 giugno 1788    | Il New Hampshire ratifica la Costituzione degli Stati Uniti; in ottemperanza a quanto previsto dall’articolo VII della Costituzione degli Stati Uniti, tale documento entra ufficialmente in vigore nell’ambito dei nove Stati che lo hanno ratificato entro questa data. | Non disponibile |
| 25 giugno 1788    | La Virginia ratifica la Costituzione degli Stati Uniti. | Non disponibile |
| 26 luglio 1788    | Lo Stato di New York ratifica la Costituzione degli Stati Uniti. | Non disponibile |
| Febbraio 1789     | Il governatore dello Stato di Franklin John Sevier, si riconcilia con la Carolina del Nord, ponendo quindi termine all’esperienza separatista. | Non ufficialmente:                                                                                                  |
| 7 agosto 1789     | Il Territorio del Nordovest è riconfermato entro i termini della Costituzione degli Stati Uniti. | Non disponibile |
| 21 novembre 1789  | La Carolina del Nord ratifica la Costituzione degli Stati Uniti. | Non disponibile |
| 2 aprile 1790     | La Carolina del Nord cede la sua metà occidentale al governo federale. | Map of the change to the United States in central North America on April 2, 1790                                    |
| 26 maggio 1790    | La regione recentemente ceduta dalla Carolina del Nord è organizzata nel Territorio a Sud del fiume Ohio, meglio noto come Territorio del Sudovest. | Map of the change to the United States in central North America on May 26, 1790                                     |
| 29 maggio 1790    | Il Rhode Island ratifica la Costituzione degli Stati Uniti. | Non disponibile |
| 6 dicembre 1790   | In base ai termini del Residence Act, il Congresso degli Stati Uniti si trasferisce a Filadelfia per dieci anni in attesa della definizione e dello sviluppo di un distretto federale. | Map of the change to the United States in central North America on December 6, 1790                                 |
| 4 marzo 1791      | Il Vermont, ufficialmente ancora considerato parte dello Stato di New York pur essendo di fatto indipendente dal 1777, è ammesso come quattordicesimo Stato. | Contenziosi territoriali:                                                                                           |
| 30 marzo 1791     | È istituito un distretto federale, in seguito denominato Distretto di Columbia, al fine di ospitare il governo federale entro il 1800 secondo i termini del Residence Act, a partire da terre cedute dal Maryland e dalla Virginia. | Map of the change to the United States in central North America on March 30, 1791                                   |
| 3 marzo 1792      | La Pennsylvania acquista il Triangolo di Erie dal governo federale. | Map of the change to the United States in central North America on March 3, 1792                                    |
| 1º giugno 1792    | Il Kentucky è ammesso come quindicesimo Stato, comprendendo la metà occidentale della Virginia | Map of the change to the United States in central North America on June 1, 1792                                     |
| 12 giugno 1792    | Il Delaware State proclama una nuova Costituzione, assumendo la nuova denominazione di Stato del Delaware. | Non disponibile |
| 29 febbraio 1796  | Il Regno di Gran Bretagna abbandona, secondo i termini del Trattato di Jay alcuni forti nel nordovest tra cui Detroit. Tale trattato dispone inoltre l’istituzione di commissioni incaricate di determinare i confini. | Non disponibile |
| 25 aprile 1796    | La Spagna rinuncia alla metà settentrionale della Florida occidentale in base ai termini del Trattato di Pinckney, ponendo quindi fine ad un contenzioso territoriale interessante tale regione. | Contenziosi territoriali:                                                                                           |
| 1º giugno 1796    | Il Tennessee è ammesso come sedicesimo Stato, comprendendo le terre del pregresso Territorio del Sudovest. | Map of the change to the United States in central North America on June 1, 1796                                     |
| 7 aprile 1798     | In seguito allo Scandalo dello Yazoo, una legge autorizza il presidente John Adams a nominare commissari per negoziare con la Georgia la cessione delle sue regioni occidentali. Tale legge organizza inoltre l’area recentemente ceduta dalla Florida Occidentale nel Territorio del Mississippi. | Map of the change to the United States in central North America on April 7, 1798                                    |
| 25 ottobre 1798   | È ufficialmente determinata una parte del confine tra il Massachusetts ed i possedimenti della Gran Bretagna. | Contenziosi territoriali:                                                                                           |
| 9 giugno 1800     | Il Connecticut cede la sua Western Reserve al governo federale, in ottemperanza ad una legge approvata dal congresso il precedente 28 aprile. Tale regione è assegnata al Territorio del Nordovest | Map of the change to the United States in central North America on June 9, 1800                                     |
| 4 luglio 1800     | È organizzato il Territorio dell'Indiana a partire dalla metà occidentale del Territorio del Nordovest. | Map of the change to the United States in central North America on July 4, 1800                                     |
| 17 novembre 1800  | Il Congresso degli Stati Uniti si trasferisce a Washington, nel Distretto di Columbia con due settimane di anticipo rispetto alla data prevista dal Residence Act. | Map of the change to the United States in central North America on November 17, 1800                                |
| 1º gennaio 1801   | Il Regno di Gran Bretagna si unisce con il Regno di Irlanda. Il neocostituito Regno Unito di Gran Bretagna e Irlanda eredita i possedimenti nordamericani del pregresso Regno di Gran Bretagna e subentra quindi come parte attiva nelle dispute territoriali con gli Stati Uniti. | Map of the change to international disputes involving the United States in central North America on January 1, 1801 |
| 27 febbraio 1801  | Il Distretto di Columbia è organizzato nei termini del District of Columbia Organic Act. | Non disponibile |
| 26 aprile 1802    | La Georgia cede la sua metà occidentale, nota come Yazoo Lands, al governo federale. Contestualmente il governo federale cede formalmente alla Georgia la parte orientale della regione precedentemente ricevute dalla Carolina del Sud, per quanto la stessa, essendo definita sulla base di una errata concezione della geografia, insistesse in realtà su terre già appartenenti alla Georgia.                                                                                                | Map of the change to the United States in central North America on April 26, 1802                                   |
| 1º marzo 1803     | L’Ohio è ammesso come diciassettesimo Stato, comprendendo la metà meridionale del pregresso Territorio del nord-ovest, arricchita di una sottile striscia del Territorio dell'Indiana. Le aree residue dell’ex Territorio del Nordovest sono annesse al Territorio dell'Indiana. La discrepanza nelle definizioni del confine settentrionale adottate dal governo federale e dall’esecutivo statale, nonché la scarsa conoscenza della geografia pongono le basi per la futura Guerra di Toledo. | Map of the change to the United States in central North America on March 1, 1803                                    |
| 3 novembre 1803   | È demarcato il confine tra il Tennessee la Virginia. | Map of the change to the United States in central North America on November 3, 1803                                 |

## 1803-1818 (Acquisto della Louisiana)
| Data              | Evento | Mappa                                                                                |
| ----------------- | --- | ------------------------------------------------------------------------------------ |
| 20 dicembre 1803  | In seguito all’acquisto della Louisiana francese definito il 30 aprile 1803, New Orleans è ufficialmente consegnata agli Stati Uniti. Successivamente, il 10 marzo 1804, si tiene una cerimonia analoga a Saint Louis. Sorgono inoltre contenziosi con la Spagna relativamente ai confini tra le terre della Louisiana e le limitrofe colonie iberiche. Nella fattispecie gli Stati Uniti sostengono di aver acquisito la parte della Florida occidentale ad ovest del fiume Perdido, mentre le discrepanze nella definizione del confine con la Nuova Spagna (identificato da parte statunitense con il fiume Sabine e da parte spagnola con il fiume Calcasieu) portano alla definizione del Neutral Ground. | Contenziosi territoriali:                                                            |
| 1804              | Il "Southwick Jog" passa dal Connecticut al Massachusetts. | Map of the change to the United States in central North America sometime in 1804     |
| 27 marzo 1804     | La regione compresa tra il Tennessee ed il Territorio del Mississippi precedentemente ceduta dalla Georgia è assegnata al Territorio del Mississippi. | Map of the change to the United States in central North America on March 27, 1804    |
| 1º ottobre 1804   | La parte della ex Louisiana francese a sud del 33º parallelo nord è organizzata nel Territorio di Orleans, mentre il resto diviene il Distretto della Louisiana posto sotto la giurisdizione del Territorio dell'Indiana. | Map of the change to the United States in central North America on October 1, 1804   |
| 30 giugno 1805    | Il Territorio del Michigan è organizzato a partire dalla parte settentrionale del Territorio dell'Indiana. | Map of the change to the United States in central North America on June 30, 1805     |
| 4 luglio 1805     | Il Distretto della Louisiana è organizzato nel Territorio della Louisiana. | Map of the change to the United States in central North America on July 4, 1805      |
| 1º marzo 1809     | Il Territorio dell'Illinois è organizzato a partire dalla parte occidentale del Territorio dell'Indiana. | Map of the change to the United States in central North America on March 1, 1809     |
| 26 settembre 1810 | La Repubblica della Florida occidentale dichiara l’indipendenza dalla Spagna, rivendicando la regione ad ovest del fiume Perdido ed esercitando un effettivo controllo su tale area. | Contenziosi territoriali:                                                            |
| 10 dicembre 1810  | Forze armate al comando di William C. C. Claiborne prendono possesso della parte della Florida occidentale ad ovest del Pearl River, sulla base di una proclamazione del presidente James Madison risalente al 27 ottobre 1810. Gli Stati Uniti considerano questa regione inclusa nell’acquisto della Louisiana e pertinente al Territorio di Orleans.2a(map) | Contenziosi territoriali:                                                            |
| 30 aprile 1812    | La Louisiana è ammessa come diciottesimo Stato, comprendendo la maggior parte del pregresso Territorio di Orleans. Le restanti regioni dell’ex Territorio di Orleans rimangono verosimilmente non organizzate. | Map of the change to the United States in central North America on April 30, 1812    |
| 14 maggio 1812    | La parte della Florida occidentale a est del Pearl River è assegnata al Territorio del Mississippi; ciononostante l’area della Baia di Mobile resta sotto il controllo della Florida spagnola fino all’aprile del 1813. | Map of the change to the United States in central North America on May 14, 1812      |
| 4 giugno 1812     | A causa dell’omonimia con il nuovo Stato della Louisiana, il Territorio della Louisiana è rinominato Territorio del Missouri. | Map of the change to the United States in central North America on June 4, 1812      |
| 4 agosto 1812     | La parte della Florida occidentale a ovest del Pearl River è ufficialmente annessa alla Louisiana, ai sensi di una legge approvata dal Congresso di tale Stato il 14 aprile 1812. | Map of the change to the United States in central North America on August 4, 1812    |
| 16 agosto 1812    | Durante la Guerra del 1812 la guarnigione di Fort Detroit si arrende consentendo alle forze britanniche di occupare Detroit, la capitale ed il principale centro abitato del Territorio del Michigan. | Contenziosi territoriali:                                                            |
| 29 settembre 1813 | Fort Detroit è ricatturata dalle forze americane in seguito alla Battaglia del Lago Erie, ristabilendo l’effettivo controllo statunitense sul Territorio del Michigan. | Contenziosi territoriali:                                                            |
| 24 agosto 1814    | Le forze britanniche conquistano e incendiano Washington, ma sono costrette a ritirarsi il giorno seguente. | Nessuna alterazione                                                                  |
| 11 dicembre 1816  | L’Indiana è ammessa come diciannovesimo Stato, comprendendo la parte meridionale del pregresso territorio omonimo, arricchita di piccole aree del Territorio dell'Illinois e del Territorio del Michigan. Le altre aree dell’ex Territorio dell'Indiana restano non organizzate. | Map of the change to the United States in central North America on December 11, 1816 |
| 3 marzo 1817      | Il Territorio dell'Alabama è organizzato a partire dalla metà orientale del Territorio del Mississippi. | Map of the change to the United States in central North America on March 3, 1817     |
| 10 dicembre 1817  | Il Mississippi è ammesso come ventesimo Stato, comprendendo le terre dell’ex Territorio del Mississippi. | Map of the change to the United States in central North America on December 10, 1817 |
| 6 febbraio 1818   | Il Territorio dell'Alabama istituisce la Contea di Tuskaloosa attribuendole inavvertitamente anche territori pertinenti al Mississippi. | Variazione solo teorica:                                                             |
| 30 giugno 1818    | In conformità con le disposizioni del Trattato di Gand il Regno Unito restituisce Moose Island al Massachusetts, mentre gli Stati Uniti riconsegnano Campobello Island, Deer Island e Grand Manan al Regno Unito. Tutte le summenzionate isole erano state occupate durante la Guerra del 1812. | Non disponibile                                                                      |
| 3 dicembre 1818   | L’Illinois è ammesso come ventunesimo Stato, comprendendo le regioni del pregresso territorio omonimo a sud della latitudine 42°30′ nord. La parte settentrionale dell’ex Territorio dell'Illinois e le regioni rimaste non organizzate in seguito all’abolizione del Territorio dell'Indiana sono attribuite al Territorio del Michigan. | Map of the change to the United States in central North America on December 3, 1818  |

## 1819-1845 (Espansione a nordovest)
| Data              | Evento | Mappa                                                                                |
| ----------------- | --- | ------------------------------------------------------------------------------------ |
| 30 gennaio 1819   | Il Trattato del 1818 entra in vigore, definendo il confine anglo-statunitense ad ovest del Lago dei Boschi in corrispondenza del 49º parallelo nord ed istituendo l’Oregon Country come un condominio tra Stati Uniti e Regno Unito. | Regione nordoccidentale dell’America Settentrionale:                                 |
| 4 luglio 1819     | Il Territorio dell'Arkansaw è organizzato a partire dalla fascia meridionale del Territorio del Missouri | Map of the change to the United States in central North America on July 4, 1819      |
| 14 dicembre 1819  | L’Alabama è ammessa come ventiduesimo Stato, comprendendo le terre del pregresso territorio omonimo. | Map of the change to the United States in central North America on December 14, 1819 |
| 15 marzo 1820     | In seguito al Compromesso del Missouri, il Maine è ammesso come ventitreesimo Stato, comprendendo le terre del pregresso Distretto del Maine, la parte settentrionale e non territorialmente contigua del Massachusetts. | Map of the change to the United States in central North America on March 15, 1820    |
| 21 aprile 1820    | Prima attestazione nota dell’impiego ufficiale della denominazione "Arkansas Territory" in luogo di "Arkansaw Territory". | Map of the change to the United States in central North America on April 21, 1820    |
| 12 maggio 1820    | È definito il confine tra Kentucky e Tennessee. | Map of the change to the United States in central North America on May 12, 1820      |
| 19 luglio 1820    | È definito il confine tra Alabama e Mississippi. | Variazione solo teorica:                                                             |
| 19 dicembre 1820  | L’Alabama ridefinisce i confini di alcune contee, ponendo termine alle pregresse erronee sovrapposizioni con regioni pertinenti al Mississippi. | Variazione solo teorica:                                                             |
| 22 febbraio 1821  | Entra i vigore il Trattato Adams-Onís tra gli Stati Uniti e la Spagna. Ciò implica varie alterazioni territoriali. - È ufficialmente definito il confine tra gli Stati Uniti ed i possedimenti spagnoli in Nordamerica - Il pregresso "Neutral Ground" è attribuito alla Louisiana. - Si dispone la cessione della Florida spagnola agli Stati Uniti. - Ha origine un contenzioso territoriale tra il Territorio dell'Arkansas e la Spagna relativo alla pertinenza della Contea di Miller. - Hanno termine i contenziosi territoriali tra Florida occidentale, Alabama, Louisiana e Mississippi. | Contenziosi territoriali:                                                            |
| 10 luglio 1821    | La Florida orientale è ceduta formalmente agli Stati Uniti. | Map of the change to the United States in central North America on July 10, 1821     |
| 17 luglio 1821    | La Florida occidentale è formalmente ceduta agli Stati Uniti. | Map of the change to the United States in central North America on July 17, 1821     |
| 10 agosto 1821    | Il Missouri è ammesso come ventiquattresimo Stato, comprendendo la parte sudorientale del pregresso territorio omonimo; le rimanenti regioni dell’ex Territorio del Missouri rimangono non organizzate | Map of the change to the United States in central North America on August 10, 1821   |
| 30 marzo 1822     | È organizzato il Territorio della Florida riunendo la Florida Orientale e le regioni della Florida Occidentale non precedentemente annesse da Louisiana, Mississippi e Alabama. | Map of the change to the United States in central North America on March 30, 1822    |
| 26 maggio 1824    | La parte del Territorio dell'Arkansas a ovest di una linea tracciata a 40 miglia a ovest del confine occidentale del Missouri diventa territorio non organizzato. | Map of the change to the United States in central North America on May 26, 1824      |
| 12 gennaio 1825   | Il Trattato Russo-Americano del 1824 definisce il confine settentrionale dell’Oregon Country in corrispondenza della latitudine 54°40′ nord. Tale confine è ribadito da un’ulteriore trattato tra l’Impero Russo ed il Regno Unito. | Non disponibile                                                                      |
| 6 maggio 1828     | Un trattato con i Cherokee sposta ulteriormente verso est il confine occidentale del Territorio dell'Arkansas. | Map of the change to the United States in central North America on May 6, 1828       |
| 20 gennaio 1831   | Re Guglielmo I dei Paesi Bassi, incaricato per mezzo del Trattato di Gand di risolvere con un arbitrato la disputa territoriale tra il Maine ed il Regno Unito, rende nota la propria decisione. Nello specifico, essendo troppo difficile determinare la linea di confine prevista nel trattato ne propone, come compromesso, una nuova. Tale linea è approvata dal governo britannico, mentre per contro è ufficialmente rifiutata dagli Stati Uniti il 19 gennaio 1832. | Non disponibile                                                                      |
| 9 luglio 1832     | La regione del New Hampshire a nord dei Laghi Connecticut, oggetto di dispute territoriali con il Regno Unito, dichiara l’indipendenza assumendo il nome di Repubblica di Indian Stream. | Contenziosi territoriali:                                                            |
| 28 giugno 1834    | Il Territorio del Michigan si espande verso ovest, acquisendo terre precedentemente non organizzate. | Map of the change to the United States in central North America on June 28, 1834     |
| 5 agosto 1835     | La Repubblica di Indian Stream rinuncia alla propria autoproclamata indipendenza, riconfluendo nello Stato del New Hampshire. Secondo altre fonti tale evento sarebbe avvenuto il 2 aprile 1836. | Contenziosi territoriali:                                                            |
| 15 giugno 1836    | L’Arkansas è ammesso come venticinquesimo Stato, comprendendo le terre del pregresso territorio omonimo. | Map of the change to the United States in central North America on June 15, 1836     |
| 3 luglio 1836     | Il Territorio del Wisconsin è organizzato a partire dalla parte occidentale del Territorio del Michigan. Al fine di porre termine alla cosiddetta Toledo War è concesso al Territorio del Michigan di conservare la Upper Peninsula, in cambio della rinuncia alle proprie rivendicazioni sulla Toledo Strip. Tale scambio è comunque inizialmente rifiutato dall’esecutivo territoriale. | Map of the change to the United States in central North America on July 3, 1836      |
| December 14, 1836 | Il Territorio del Michigan accetta di porre termine alle proprie rivendicazioni sulla Toledo Strip. | Map of the change to the United States in central North America on December 14, 1836 |
| 26 gennaio 1837   | Il Michigan è ammesso come ventiseiesimo Stato, comprendendo le terre del pregresso territorio omonimo. | Map of the change to the United States in central North America on January 26, 1837  |
| 28 marzo 1837     | In seguito al cosiddetto Platte Purchase il Missouri si espande verso nordovest, incorporando una regione precedentemente non organizzata. | Map of the change to the United States in central North America on March 28, 1837    |
| 3 luglio 1838     | Il Territorio dell'Iowa è organizzato a partire dalla parte del Territorio del Wisconsin ad ovest del fiume Mississippi. | Map of the change to the United States in central North America on July 3, 1838      |
| 11 febbraio 1839  | Il Missouri inizia un contenzioso confinario con il Territorio dell'Iowa, dando luogo alla cosiddetta Guerra di Miele. | Map of the change to the United States in central North America on February 11, 1839 |
| 21 maggio 1840    | Rilievi condotti lungo il confine tra gli Stati Uniti e la Repubblica del Texas determinano che l’area rivendicata dall’Arkansas nel contesto della Contea di Miller appartenga al Texas. | Map of the change to the United States in central North America on May 21, 1840      |
| 10 novembre 1842  | Il Trattato Webster-Ashburton definisce il confine anglo-americano a est delle Montagne Rocciose, ponendo termine a varie dispute territoriali. | Contenziosi territoriali:                                                            |
| 5 luglio 1843     | Coloni locali istituiscono un governo provvisorio per l’Oregon Country. Per quanto non ufficiale lo stesso riesce ad ottenere un certo grado di controllo sulla regione. | Non ufficialmente: Regione nordoccidentale dell'America Settentrionale:              |
| 3 marzo 1845      | La Florida è ammessa come ventisettesimo Stato, comprendendo le terre del pregresso territorio omonimo. | Map of the change to the United States in central North America on March 3, 1845     |

## 1845-1860 (Espansione verso sudovest)
| Data              | Evento | Mappa                                                                                |
| ----------------- | --- | ------------------------------------------------------------------------------------ |
| 29 dicembre 1845  | La Repubblica del Texas è annessa agli Stati Uniti, venendo a costituirne il ventottesimo Stato (con il nome di Stato del Texas). L’intero territorio annesso risulta a tale data ancora rivendicato dal Messico. La cerimonia formale di trasferimento della sovranità ha luogo il successivo 19 febbraio. Tale annessione è alla base della futura guerra messico-statunitense. | Contenziosi territoriali:                                                            |
| 15 giugno 1846    | Il Trattato dell'Oregon pone fine al condominio sull’Oregon Country, definendo il confine anglo-americano in corrispondenza del 49º parallelo nord, ma lasciando l’intera isola di Vancouver al Regno Unito di Gran Bretagna e Irlanda. La parte statunitense dell’ex Oregon Country diventa un territorio non organizzato. La vaghezza di tale trattato è inoltre alla base del contenzioso circa la sovranità sulle Isole San Juan. | Regione nordoccidentale dell’America Settentrionale: Contenziosi territoriali:       |
| 22 settembre 1846 | In seguito alla conquista di Santa Fe, capitale del territorio messicano di Santa Fe de Nuevo México, avvenuta il 18 agosto 1846, entra in vigore in tale regione un codice detto Kearny Code. Sebbene l’area in questione fosse già rivendicata dal Texas tale evento sancisce l’inizio dell’effettivo esercizio di sovranità da parte statunitense sulla regione. | Non ufficialmente:                                                                   |
| 28 dicembre 1846  | L’Iowa è ammesso come ventinovesimo Stato, comprendendo la parte sudorientale del pregresso territorio omonimo. Le restanti regioni dell’ex Territorio dell'Iowa restano non organizzate. | Map of the change to the United States in central North America on December 28, 1846 |
| 13 marzo 1847     | Il Distretto di Columbia restituisce alla Virginia la Contea di Alexandria, ai sensi di una legge approvata dal Congresso il 9 luglio 1846 e avallata dagli abitanti di tale contea il 7 settembre 1846. | Map of the change to the United States in central North America on March 13, 1847    |
| 29 maggio 1848    | Il Wisconsin è ammesso come trentesimo Stato, comprendeno la parte meridionale del pregresso territorio omonimo. La regione residua dell’ex Territorio del Wisconsin resta non organizzata, tuttavia i residenti locali decidono di conservare un governo civile, arrivando addirittura ad eleggere un proprio delegato presso la Camera dei Rappresentanti. In tal modo si ha di fatto in tale area un sorta di prosecuzione del Territorio del Wisconsin. | Map of the change to the United States in central North America on May 29, 1848      |
| 4 luglio 1848     | Il Trattato di Guadalupe Hidalgo pone fine alla guerra messico-statunitense obbligando il Messico a rinunciare alle proprie rivendicazioni sul Texas e a cedere agli Stati Uniti un’estesa regione, comprendente i pregressi territori messicani dell’Alta California e di Santa Fe de Nuevo México. L’ubicazione del confine meridionale di Santa Fe de Nuevo México diviene inoltre oggetto di contenzioso tra i due Stati. | Contenziosi territoriali:                                                            |
| 14 agosto 1848    | È organizzato il Territorio dell'Oregon comprendendo le regioni precedentemente parte dell’Oregon Country. | Map of the change to the United States in central North America on August 14, 1848   |
| 13 febbraio 1849  | La Corte Suprema pone termine alla disputa territoriale tra Iowa e Missouri nota con il nome di Guerra di Miele. | Map of the change to the United States in central North America on February 13, 1849 |
| 3 marzo 1849      | È organizzato il Territorio del Minnesota comprendendo la regione di fatto costituitasi come una prosecuzione del pregresso Territorio del Wisconsin, nonché i territori non organizzati a est dei fiumi Missouri e White Earth. | Map of the change to the United States in central North America on March 3, 1849     |
| 12 marzo 1849     | Un governo locale istituisce lo Stato di Deseret, rivendicando un’ampia regione del sudovest estendentesi su gran parte della cessione messicana ed ambendo ad essere ammesso come nuovo Stato. Le sue rivendicazioni si estendono inoltre su territori pertinenti al Texas ed al Territorio dell'Oregon. | Non ufficialmente:                                                                   |
| 24 novembre 1849  | Avendo ottenuto l’autorizzazione da parte del Congresso, il Texas ridefinisce il proprio confine con la Louisiana portandolo dalla sponda occidentale del fiume Sabine alla linea mediana dell’alveo del summenzionato corso d’acqua. | Non disponibile                                                                      |
| 9 settembre 1850  | La California è ammessa come trentunesimo Stato, comprendendo la parte occidentale della cessione messicana. Contestualmente è anche organizzato il Territorio dello Utah, includendo l’area residua della cessione messicana a nord del 37º parallelo nord e ad ovest delle Montagne Rocciose. Una parte del Territorio dello Utah risulta quindi sovrapporsi con aree rivendicate dal Texas, ma già identificate come oggetto di una futura cessione al governo federale. | Map of the change to the United States in central North America on September 9, 1850 |
| 9 dicembre 1850   | Il Regno Unito di Gran Bretagna e Irlanda cede agli Stati Uniti Horseshoe Reef, nel Lago Erie in prossimità di Buffalo ai fini della costruzione di un faro. Essendo circondato da acque britanniche, lo stesso diviene un’enclave. | Map of the change to the United States in central North America on December 9, 1850  |
| 13 dicembre 1850  | Il governo federale acquista le regioni occidentali del Texas. Il Territorio del Nuovo Messico è organizzato a partire da queste aree, comprendendo inoltre la parte residua della cessione messicana. Confluisce inoltre nel Territorio del Nuovo Messico tutta l'area soggetta al Kearny Code. | Map of the change to the United States in central North America on December 13, 1850 |
| 5 aprile 1851     | L’autoproclamatosi Stato di Deseret cessa di esistere. | Non ufficialmente:                                                                   |
| 2 marzo 1853      | È organizzato il Territorio di Washington comprendendo la parte del Territorio dell'Oregon a nord del 46º parallelo nord e del fiume Columbia. | Map of the change to the United States in central North America on March 2, 1853     |
| 30 maggio 1854    | Sono organizzati il Territorio del Kansas ed il Territorio del Nebraska. La maggior parte delle rimanenti terre non organizzate, note con il nome non ufficiale di Territorio indiano, è adibita ad area per il ricollocamento delle tribù native. Inoltre una sottile striscia compresa tra il Texas Panhandle (il quale si estende a nord fino alla latitudine di 36°30′ nord, coincidente con il limite settentrionale della liceità della schiavitù previsto dal Compromesso del Missouri) ed il Territorio del Kansas resta non organizzata e viene comunemente indicata come Public Land Strip o "No Man's Land". | Map of the change to the United States in central North America on May 30, 1854      |
| 30 giugno 1854    | Gli Stati Uniti acquistano dal Messico una regione nota con il nome di Acquisto Gadsden. Tra i territori acquisiti si conta anche la regione precedentemente oggetto di contenzioso. | Contenziosi territoriali:                                                            |
| 4 agosto 1854     | L’area dell'Acquisto Gadsden è assegnata al Territorio del Nuovo Messico. | Map of the change to the United States in central North America on August 4, 1854    |
| 11 gennaio 1855   | A causa della sua inaccessibilità dal resto dello Stato, Boston Corner è trasferito dal Massachusetts allo Stato di New York. | Map of the change to the United States in central North America on January 11, 1855  |
| 6 marzo 1855      | La Corte Suprema pone termine a una disputa confinaria tra Florida e Georgia pronunciandosi in favore della prima. | Non disponibile                                                                      |
| 11 maggio 1858    | Il Minnesota è ammesso come trentaduesimo Stato, comprendendo la metà orientale del pregresso territorio omonimo. Le aree residue dell’ex Territorio del Minnesota restano non organizzate. | Map of the change to the United States in central North America on May 11, 1858      |
| 14 febbraio 1859  | L’Oregon è ammesso come trentatreesimo Stato, comprendendo la metà occidentale del pregresso territorio omonimo. Le aree residue dell’ex Territorio dell'Oregon passano al Territorio di Washington. | Map of the change to the United States in central North America on February 14, 1859 |
| 6 luglio 1859     | Viene definito il cosiddetto "Middleton Offset", una piccola protrusione del confine tra il Kentucky ed il Tennessee. | Map of the change to the United States in central North America on July 6, 1859      |
| 7 novembre 1859   | È istituito un governo locale esercente la propria autorità su una regione identificata con il nome di Territorio di Jefferson e costituita da parti dei territori del Kansas, del Nebraska, del Nuovo Messico, dello Utah e di Washington. Pur non essendo ufficialmente riconosciuto dal governo federale, tale esecutivo attua un effettivo controllo sulla regione e parte delle leggi da esso approvate sono confermate dal futuro Territorio del Colorado. | Non ufficialmente:                                                                   |
| 8 febbraio 1860   | A causa di divergenze nella definizione dei confini, il Texas istituisce la Contea di Greer, attribuendole una regione considerata dal governo federale di pertinenza del Territorio indiano. | Map of the change to the United States in central North America on February 8, 1860  |

## 1860-1865 (Guerra Civile)
| Date              | Event | Change Map                                                                           |
| ----------------- | --- | ------------------------------------------------------------------------------------ |
| 20 dicembre 1860  | In seguito all’elezione di Abraham Lincoln, la Carolina del Sud proclama la secessione. | Contenziosi territoriali:                                                            |
| 9 gennaio 1861    | Il Mississippi proclama la secessione. | Contenziosi territoriali:                                                            |
| 10 gennaio 1861   | La Florida proclama la secessione. | Contenziosi territoriali:                                                            |
| 11 gennaio 1861   | L’Alabama proclama la secessione. | Contenziosi territoriali:                                                            |
| 19 gennaio 1861   | La Georgia proclama la secessione. | Contenziosi territoriali:                                                            |
| 26 gennaio 1861   | La Louisiana proclama la secessione. Tuttavia i rappresentanti eletti nel 1° e nel 2º distretto congressuale (comprendenti l’area di New Orleans) non abbandonano il Congresso. | Contenziosi territoriali:                                                            |
| 29 gennaio 1861   | Il Kansas è ammesso come trentaquattresimo stato, comprendendo la parte orientale del pregresso territorio omonimo. Le aree residue dell’ex Territorio del Kansas restano non organizzate. | Map of the change to the United States in central North America on January 29, 1861  |
| 8 febbraio 1861   | Gli Stati separatisti dell’Alabama, della Georgia, della Florida, della Louisiana, del Mississippi, e della Carolina del Sud istituiscono gli Stati Confederati d'America. | Contenziosi territoriali:                                                            |
| 28 febbraio 1861  | È organizzato il Territorio del Colorado comprendendo terre precedentemente non organizzate nonché parti dei territori del Nebraska, del Nuovo Messico e dello Utah. | Map of the change to the United States in central North America on February 28, 1861 |
| 2 marzo 1861      | Il Texas proclama la secessione entrando a far parte degli Stati Confederati d'America, Sono organizzati il Territorio del Dakota, comprendendo terre precedentemente non organizzate nonché una parte del Territorio del Nebraska, ed il Territorio del Nevada, a partire dalla parte occidentale del Territorio dello Utah.. Inoltre il Territorio del Nebraska si espande verso ovest, acquisendo piccole aree dai territori dello Utah e di Washington. | Contenziosi territoriali:                                                            |
| 28 marzo 1861     | La parte del Territorio del Nuovo Messico a sud del 34º parallelo nord si proclama indipendente con il nome di Territorio dell'Arizona. | Contenziosi territoriali:                                                            |
| 12 aprile 1861    | In seguito alla Battaglia di Fort Sumter iniziano le ostilità della Guerra di secessione. | Contenziosi territoriali:                                                            |
| 17 aprile 1861    | La Virginia proclama la secessione. Tuttavia i rappresentanti del 1°, del 7°, del 10°, dell’11º e del 12º distretto congressuale rifiutano di abbandonare il Congresso (tale distretti comprendono, nel complesso, l’area costiera orientale, il retroterra di Washington e le contee nordoccidentali). | Contenziosi territoriali:                                                            |
| 6 maggio 1861     | L’Arkansas proclama la secessione. | Contenziosi territoriali:                                                            |
| 7 maggio 1861     | La Virginia aderisce agli Stati Confederati d’America. | Contenziosi territoriali:                                                            |
| 16 maggio 1861    | Il Kentucky dichiara la propria neutralità. | Non disponibile                                                                      |
| 20 maggio 1861    | L’Arkansas aderisce agli Stati Confederati d’America. La Carolina del Nord proclama la secessione. | Contenziosi territoriali:                                                            |
| 21 maggio 1861    | La Carolina del Nord aderisce agli Stati Confederati d’America. Sebbene la legge preveda la necessità di una proclamazione presidenziale al fine di perfezionare l’ammissione di tale Stato, non è noto quando questa sia avvenuta, per quanto una dichiarazione del presidente confederato Jefferson Davis risalente al 20 luglio confermi che la proclamazione sia stata effettuata. | Contenziosi territoriali:                                                            |
| 6 giugno 1861     | Robert Williamson Steele, governatore dell’autoproclamato Territorio di Jefferson dichiara cessata la propria autorità e cede il potere al primo governatore del Territorio del Colorado. | Non ufficialmente:                                                                   |
| 8 giugno 1861     | Il Tennessee proclama la secessione. Tuttavia i rappresentanti eletti nel 2º , 3º e 4º distretto congressuale (comprendenti la parte centrale dello Stato) rifiutano di abbandonare il Congresso. | Contenziosi territoriali:                                                            |
| 25 giugno 1861    | Il governo federale riconosce il Restored Government of Virginia con sede a Wheeling quale legittimo esecutivo della Virginia. | Map of the change to the United States in central North America on June 25, 1861     |
| 2 luglio 1861     | Il Tennessee aderisce agli Stati Confederati d’America. | Contenziosi territoriali:                                                            |
| 1º agosto 1861    | In seguito alla vittoria confederata nella prima battaglia di Mesilla, l’autoproclamatosi Territorio dell'Arizona entra a far parte degli Stati Confederati d'America. | Contenziosi territoriali:                                                            |
| 13 settembre 1861 | In seguito all’occupazione confederata di Columbus avvenuta il 3 settembre, il Kentucky abbandona la propria politica di neutralità per schierarsi con il governo dell’Unione. | Non disponibile                                                                      |
| 31 ottobre 1861   | Un governo ribelle con sede a Neosho proclama la secessione del Missouri. | Contenziosi territoriali:                                                            |
| 20 novembre 1861  | Una convenzione riunitasi a Russellville (Kentucky) dichiara l’istituzione di un governo ribelle con sede a Bowling Green nonché la secessione del Kentucky. | Contenziosi territoriali:                                                            |
| 28 novembre 1861  | Il governo separatista del Missouri aderisce agli Stati Confederati d’America. Pur in assenza di un sostanziale controllo confederato su tale Stato, lo stesso ottiene il diritto ad una piena rappresentanza congressuale. | Contenziosi territoriali:                                                            |
| 10 dicembre 1861  | Il governo separatista del Kentucky aderisce agli Stati Confederati d’America. Pur in assenza di un sostanziale controllo confederato su tale Stato, lo stesso ottiene il diritto ad una piena rappresentanza congressuale. | Contenziosi territoriali:                                                            |
| 21 dicembre 1861  | Gli Stati Confederati d’America ratificano trattati con gli Osage, i Seneca e gli Shawnee. | Contenziosi territoriali:                                                            |
| 23 dicembre 1861  | Gli Stati Confederati d'America ratificano trattati con i Cherokee, concedendo loro il diritto di inviare un delegato presso il Congresso confederato, e con i Seminole, accordando loro la facoltà di condividere un delegato congressuale con i Creek. | Contenziosi territoriali:                                                            |
| 31 dicembre 1861  | Gli Stati Confederati d’America ratificano trattati con i Choctaw ed i Chickasaw, accordando loro un delegato presso il Congresso confederato, con i Comanche, con i Creek, cui è accordato il diritto ad un delegato congressuale in condivisione con i Seminole, e con i Quapaw. | Contenziosi territoriali:                                                            |
| 1º marzo 1862     | La Corte Suprema decreta una modifica del confine tra Massachusetts e Rhode Island. | Map of the change to the United States in central North America on March 1, 1862     |
| 14 luglio 1862    | Una fascia occidentale del Territorio dello Utah è trasferita al Territorio del Nevada. | Map of the change to the United States in central North America on July 14, 1862     |
| 24 febbraio 1863  | È organizzato il Territorio dell'Arizona, comprendendo la metà occidentale del Territorio del Nuovo Messico. | Map of the change to the United States in central North America on February 24, 1863 |
| 3 marzo 1863      | È organizzato il Territorio dell'Idaho, comprendendo regioni scorporate dai territori del Dakota, del Nebraska e di Washington. | Map of the change to the United States in central North America on March 3, 1863     |
| 4 marzo 1863      | A causa dell’impossibilità di tenere elezioni i distretti congressuali nelle regioni unioniste di Louisiana, Tennessee e Virginia non sono in grado di preservare la propria rappresentanza nel Congresso. | Map of the change to the United States in central North America on March 4, 1863     |
| 20 giugno 1863    | Le contee nordoccidentali virginiane di Barbour, Boone, Braxton, Brooke, Cabell, Calhoun, Clay, Doddridge, Fayette, Gilmer, Greenbrier, Hampshire, Hancock, Hardy, Harrison, Jackson, Kanawha, Lewis, Logan, McDowell, Marion, Marshall, Mason, Mercer, Monongalia, Monroe, Morgan, Nicholas, Ohio, Pendleton, Pleasants, Pocahontas, Preston, Putnam, Raleigh, Randolph, Ritchie, Roane, Taylor, Tucker, Tyler, Upshur, Wayne, Webster, Wetzel, Wirt, Wood e Wyoming secedono dalla Virginia e sono ammesse come trentacinquesimo Stato, assumendo la denominazione di Virginia Occidentale. Il Restored Government of Virginia si trasferisce quindi ad Alexandria. | Map of the change to the United States in central North America on June 20, 1863     |
| 5 agosto 1863     | La Contea di Berkeley passa dalla Virginia alla Virginia Occidentale; | Map of the change to the United States in central North America on August 5, 1863    |
| 2 novembre 1863   | La Contea di Jefferson passa dalla Virginia alla Virginia Occidentale. | Map of the change to the United States in central North America on November 2, 1863  |
| 26 maggio 1864    | È organizzato il Territorio del Montana, comprendendo la parte nordorientale del Territorio dell'Idaho; contestualmente la parte sudorientale del Territorio dell'Idaho è trasferita al Territorio del Dakota. | Map of the change to the United States in central North America on May 26, 1864      |
| 31 ottobre 1864   | Il Nevada è ammesso come trentaseiesimo Stato, comprendendo le terre del pregresso territorio omonimo. | Map of the change to the United States in central North America on October 31, 1864  |
| 5 maggio 1865     | In seguito alla sconfitta nella Battaglia di Appomattox occorsa il precedente 9 aprile, gli Stati Confederati d'America cessano di esistere. | Contenziosi territoriali:                                                            |

## 1866-1897 (Ricostruzione ed ammissione degli Stati occidentali)
| Data              | Evento | Mappa                                                                                 |
| ----------------- | --- | ------------------------------------------------------------------------------------- |
| 5 maggio 1866     | Una fascia occidentale del Territorio dello Utah è trasferita al Nevada. | Map of the change to the United States in central North America on May 5, 1866        |
| 24 luglio 1866    | La rappresentanza del Tennessee è riammessa al Congresso. | Map of the change to the United States in central North America on July 24, 1866      |
| 18 gennaio 1867   | L’angolo nordoccidentale del Territorio dell'Arizona passa al Nevada, ai sensi di una legge approvata il 5 maggio 1866. | Map of the change to the United States in central North America on January 18, 1867   |
| 1º marzo 1867     | Il Nebraska è ammesso come trentasettesimo Stato, comprendendo le terre del pregresso territorio omonimo. | Map of the change to the United States in central North America on March 1, 1867      |
| 1º luglio 1867    | È istituito il Dominion del Canada che eredita dalla colonia britannica del New Brunswick i contenziosi territoriali inerenti a Machias Seal Island e North Rock. | Contenziosi territoriali:                                                             |
| 18 ottobre 1867   | Il governo federale acquista l’Alaska dall’Impero russo, organizzandola nel Dipartimento dell'Alaska. La definizione della parte sudorientale del confine tra l’Alaska ed i possedimenti britannici diviene oggetto di disputa tra Stati Uniti e Regno Unito. | Regione nordoccidentale dell’America Settentrionale                                   |
| 22 giugno 1868    | La rappresentanza dell’Arkansas è riammessa al Congresso. | Map of the change to the United States in central North America on June 22, 1868      |
| 25 giugno 1868    | La rappresentanza della Florida è riammessa al Congresso. | Map of the change to the United States in central North America on June 25, 1868      |
| 4 luglio 1868     | La rappresentanza della Carolina del Nord è riammessa al Congresso. | Map of the change to the United States in central North America on July 4, 1868       |
| 9 luglio 1868     | Le rappresentanze della Louisiana e della Carolina del Sud sono riammesse al Congresso. | Map of the change to the United States in central North America on July 9, 1868       |
| 13 luglio 1868    | La rappresentanza dell’Alabama è riammessa al Congresso. | Map of the change to the United States in central North America on July 13, 1868      |
| 25 luglio 1868    | La rappresentanza della Georgia è riammessa al Congresso. È organizzato il Territorio del Wyoming, scorporando aree dei territori del Dakota, dell’Idaho e dello Utah Nonostante l’atto istitutivo del nuovo territorio sia approvato in tale data, lo stesso resta comunque privo di un proprio esecutivo fino al 19 maggio 1869. Inoltre una piccola regione occidentale detta popolarmente Lost Dakota non è erroneamente inclusa nel nuovo territorio. | Map of the change to the United States in central North America on July 25, 1868      |
| 3 marzo 1869      | La rappresentanza della Georgia è nuovamente espulsa dal Congresso in seguito a fallimenti nel processo di ricostruzione. | Map of the change to the United States in central North America on March 3, 1869      |
| 26 gennaio 1870   | La rappresentanza della Virginia è riammessa al Congresso. | Map of the change to the United States in central North America on January 26, 1870   |
| 23 febbraio 1870  | La rappresentanza del Mississippi è riammessa al Congresso. | Map of the change to the United States in central North America on February 23, 1870  |
| 30 marzo 1870     | La rappresentanza del Texas è riammessa al Congresso. | Map of the change to the United States in central North America on March 30, 1870     |
| 15 luglio 1870    | La rappresentanza della Georgia è definitivamente riammessa al Congresso. In seguito al trasferimento dei Territori del Nord-Ovest dal Regno Unito di Gran Bretagna e Irlanda al Canada, tale Dominion diventa parte attiva nel contenzioso relativo al confine dell’Alaska. | Regione nordoccidentale dell’America Settentrionale:                                  |
| 9 febbraio 1871   | Una piccola regione passa del Territorio del Dakota al Nebraska. | Map of the change to the United States in central North America on February 9, 1871   |
| 20 luglio 1871    | In seguito all’annessione della Columbia britannica il Canada eredita un ulteriore tratto di confine conteso nonché diviene parte attiva nella disputa territoriale relativa alle Isole San Juan. | Contenziosi territoriali: Regione nordoccidentale dell’America Settentrionale:        |
| 21 ottobre 1872   | Il contenzioso tra Stati Uniti e Canada circa le Isole San Juan è risolto in favore dei primi. | Contenziosi territoriali:                                                             |
| 17 febbraio 1873  | Il cosiddetto Lost Dakota è annesso al Territorio del Montana. | Map of the change to the United States in Central North America on February 17, 1873  |
| 1º agosto 1876    | Il Colorado è ammesso come trentottesimo Stato, comprendendo le terre del pregresso territorio omonimo. | Map of the change to the United States in central North America on August 1, 1876     |
| 3 marzo 1879      | È definito il confine tra il Maryland e la Virginia nel contesto della Baia di Chesapeake. | Non disponibile                                                                       |
| 7 aprile 1880     | Una piccola area presso Fair Haven passa dal Vermont allo Stato di New York. | Non disponibile                                                                       |
| 23 maggio 1882    | Ai sensi di una legge approvata il precedente 28 marzo, la regione compresa tra il 43º parallelo nord ed i fiumi Keya Paha e Niobrara passa dal Territorio del Dakota al Nebraska. | Map of the change to the United States in central North America on May 23, 1882       |
| 17 maggio 1884    | Il Dipartimento dell'Alaska è riorganizzato nel Distretto dell'Alaska. | Regione nordoccidentale dell’America Settentrionale                                   |
| 2 novembre 1889   | Il Dakota del Nord ed il Dakota del Sud sono ammessi congiuntamente come trentanovesimo e quarantesimo Stato, comprendendo rispettivamente la parte settentrionale e quella meridionale del pregresso Territorio del Dakota. | Map of the change to the United States in central North America on November 2, 1889   |
| 8 novembre 1889   | Il Montana è ammesso come quarantunesimo Stato, comprendendo le terre del pregresso territorio omonimo. | Map of the change to the United States in central North America on November 8, 1889   |
| 11 novembre 1889  | Lo Stato di Washington è ammesso come quarantaduesimo Stato, comprendendo le terre del pregresso territorio omonimo. | Map of the change to the United States in central North America on November 11, 1889  |
| 2 maggio 1890     | È organizzato il Territorio dell'Oklahoma, comprendendo la Public Land Strip e la metà occidentale del Territorio indiano, con l’eccezione del Cherokee Outlet | Map of the change to the United States in central North America on May 2, 1890        |
| 3 luglio 1890     | L’Idaho è ammesso come quarantatreesimo Stato, comprendendo le terre del pregresso territorio omonimo. | Map of the change to the United States in central North America on July 3, 1890       |
| 10 luglio 1890    | Il Wyoming è ammesso come quarantaquattresimo Stato, comprendendo le terre del pregresso territorio omonimo. | Map of the change to the United States in central North America on July 10, 1890      |
| 16 settembre 1893 | Secondo i termini di un trattato con i Cherokee il governo federale acquista il Cherokee Outlet, incorporandolo nel Territorio dell'Oklahoma. | Map of the change to the United States in central North America on September 16, 1893 |
| 4 gennaio 1896    | Lo Utah è ammesso come quarantacinquesimo Stato, comprendendo le terre del pregresso territorio omonimo. | Map of the change to the United States in central North America on January 4, 1896    |
| 16 marzo 1896     | Il contenzioso tra il governo federale ed il Texas circa la Contea di Greer è risolta in favore del primo. | Map of the change to the United States in central North America on March 16, 1896     |
| 24 luglio 1897    | Un’isola nel fiume Missouri è trasferita dal Nebraska al Dakota del Sud. | Map of the change to the United States in central North America on July 24, 1897      |

## 1898-1945 (XX e XXI secolo)
| Data              | Evento | Mappa                                                                                 |
| ----------------- | --- | ------------------------------------------------------------------------------------- |
| 12 agosto 1898    | La Repubblica delle Hawaii è annessa agli Stati Uniti, in ottemperanza ad una legge approvata il precedente 7 luglio.                                                                          | Oceano Pacifico:                                                                      |
| 14 giugno 1900    | Le isole della ex Repubblica delle Hawaii sono organizzate nel Territorio delle Hawaii. | Oceano Pacifico:                                                                      |
| 3 marzo 1901      | Una piccola area di Bristol (Tennessee) è ceduta a Bristol (Virginia). | Non disponibile                                                                       |
| 20 ottobre 1903   | È definito il confine tra Alaska e Canada. | Regione nordoccidentale dell’America Settentrionale                                   |
| 10 febbraio 1905  | È lievemente modificato il confine tra l’Arkansas ed il Territorio indiano. | Map of the change to the United States in central North America on February 10, 1905  |
| 16 novembre 1907  | L’Oklahoma è ammesso come quarantaseiesimo Stato, comprendento tanto le terre del pregresso territorio omonimo quanto la regione non organizzata informalmente detta Territorio indiano.       | Map of the change to the United States in central North America on November 16, 1907  |
| 1º gennaio 1909   | Entra in vigore la nuova Costituzione del Michigan che include nella sua definizione del territorio statale anche aree pertinenti al Wisconsin.                                                | Map of the change to the United States in central North America on January 1, 1909    |
| 6 gennaio 1912    | Il Nuovo Messico è ammesso come quarantasettesimo Stato, comprendendo le terre del pregresso territorio omonimo.                                                                               | Map of the change to the United States in central North America on January 6, 1912    |
| 14 febbraio 1912  | L’Arizona è ammessa come quarantottesimo Stato, comprendendo le terre del pregresso territorio omonimo.                                                                                        | Map of the change to the United States in central North America on February 14, 1912  |
| 24 agosto 1912    | Il Distretto dell'Alaska è riorganizzato nel Territorio dell'Alaska. | Regione nordoccidentale dell’America Settentrionale                                   |
| 31 gennaio 1913   | Ha inizio una disputa confinaria tra New Mexico e Texas. | Map of the change to the United States in central North America on January 31, 1913   |
| 13 settembre 1918 | Island Seventytwo è ceduta dal Wisconsin al Minnesota, mentre Barron's Island passa dal Minnesota al Wisconsin.                                                                                | Map of the change to the United States in central North America on September 13, 1918 |
| 30 giugno 1921    | Un contenzioso tra Delaware e Pennsylvania relativo ad una piccola regione detta "the Wedge" è risolta in favore del primo.                                                                    | Map of the change to the United States in central North America on June 30, 1921      |
| 8 ottobre 1923    | Il Michigan rivendica ulteriori aree del Wisconsin. | Map of the change to the United States in central North America on October 8, 1923    |
| 17 luglio 1925    | Il confine tra Stati Uniti e Canada è ridefinito in vari punti. | Non disponibile                                                                       |
| 1º marzo 1926     | La Corte Suprema risolve i contenziosi territoriali tra Michigan e Wisconsin in favore del secondo.                                                                                            | Map of the change to the United States in central North America on March 1, 1926      |
| 22 novembre 1926  | La Corte Suprema modifica leggermente il confine tra il Michigan ed il Wisconsin. | Map of the change to the United States in central North America on November 22, 1926  |
| 26 ottobre 1927   | Due “bancos” lungo il fiume Colorado sono ceduti dal Messico all’Arizona. | Non disponibile                                                                       |
| 5 dicembre 1927   | Il contenzioso confinario tra Nuovo Messico e Texas è risolto in favore del secondo. | Map of the change to the United States in Central North America on December 5, 1927   |
| 29 maggio, 1933   | La Corte Suprema definisce ufficialmente il confine tra il Vermont ed il New Hampshire. | Non disponibile                                                                       |
| 13 novembre 1933  | È rettificato il confine tra Texas e Messico. | Non disponibile                                                                       |
| 16 marzo 1936     | La Corte Suprema ridefinisce il confine tra il Michigan ed il Wisconsin. | Map of the change to the United States in central North America on March 16, 1936     |
| 3 agosto 1950     | È leggermente modificato il confine tra il Kansas ed il Missouri. | Map of the change to the United States in central North America on August 3, 1950     |
| 3 gennaio 1959    | L’Alaska è ammessa come quarantanovesimo Stato, comprendendo le terre del pregresso territorio omonimo.                                                                                        | Regione nordoccidentale dell’America Settentrionale                                   |
| 21 agosto 1959    | Le Hawaii sono ammesse come cinquantesimo Stato, comprendendo tutte le isole del pregresso territorio omonimo eccetto l’Atollo Palmyra che rimane non organizzato.                             | Oceano Pacifico:                                                                      |
| 25 agosto 1961    | È modificato un tratto del confine tra Minnesota e Dakota del Nord presso Fargo. | Non disponibile                                                                       |
| 14 gennaio 1964   | È rettificato il confine tra Stati Uniti e Messico. | Map of the change to the United States in central North America on January 14, 1964   |
| 26 maggio 1977    | È rettificato il confine tra Texas e Messico. In tale contesto il centro abitato di Rio Rico diventa messicano.                                                                                | Map of the change to the United States in central North America on May 26, 1977       |
| 26 maggio 1998    | La Corte Suprema stabilisce che solo il territorio originario di Ellis Island sia stato ceduto allo Stato di New York nel 1834, riconoscendo le terre reclamate successivamente al New Jersey. | Non disponibile                                                                       |
| 24 novembre 2009  | Il Texas cede al Messico sei isole nel Rio Grande, ottenendone in cambio tre isole e due “bancos”.                                                                                             | Non disponibile                                                                       |
| 1º gennaio 2017   | È rettificato il confine tra la Carolina del Nord e la Carolina del Sud. | Non disponibile                                                                       |